# Blason de Paris
Le blason de Paris est un blason faisant appel à la symbolique antique de la navigation sur la Seine pour représenter Paris, la capitale de la France.

## Description
Son blasonnement est :

« De gueules à la nef équipée et habillée d'argent voguant sur des ondes du même mouvant de la pointe, au chef d'azur semé de fleurs de lys d'or »

Le navire représenté figurait déjà en 1210 sur le sceau de la puissante corporation des Marchands de l'eau, et remonterait[évasif] jusqu'aux nautes de Lutèce, corporation très importante dans la ville durant l'Antiquité gallo-romaine.
La devise de la ville, « Fluctuat nec mergitur » (« Il est battu par les flots, mais ne sombre pas »), est également une référence à ce bateau.
Dans ses ornements extérieurs, il comporte également les décorations que la ville a été autorisée à faire figurer dans ses armoiries : la Légion d'honneur (décrets des 9 octobre 1900 et 27 mars 1901), la croix de guerre 1914-1918 (citation du 28 juillet 1919 et décret du 14 février 1924) et la croix de la Libération (décrets des 24 mars 1945 et 20 août 1949). Il est surmonté d'une couronne murale d'or à cinq tours, et encadré à dextre d'une branche de chêne et à senestre d'une de laurier. La devise est classiquement inscrite sur un listel en dessous.

## Histoire

### De Lutèce au Paris royal
Une nef, ou un vaisseau, qui ressemble fortement à la représentation d'une cogue, bien que fluvial, fut jusqu'à la Révolution de 1789 le symbole de la corporation des « marchands de l'eau », qui donna ensuite naissance à la municipalité de Paris. On a même pu faire remonter ce symbole aux nautes de Lutèce dès l'époque gallo-romaine, même si sa forme n'a pas toujours été la même.
Sainte Geneviève, patronne de Paris, compte la nef parmi ses attributs. En effet, au milieu du Ve siècle, elle avait organisé avec la corporation des Nautes des convois sur la Seine pour ravitailler Paris depuis Troyes et Meaux.
Une première mention d'armoiries de Paris apparaît dès 1190 lorsque Philippe Auguste, au moment de son départ pour la Terre sainte, donne pour premières armoiries à la ville de Paris :

« un écu dont le champ était de gueules, à la nef d'argent, au chef d'azur, semé de fleurs de lys d'or »

Le rouge était la couleur de l'oriflamme de Saint Denis, un étendard des rois de France en temps de guerre et qui symbolise le sang du martyr, alors que le bleu adopté par Philippe Auguste est une couleur rare et chère portée par la Vierge Marie,.
C'est saint Louis qui reconnut pour la première fois officiellement le sceau de Paris. Ce sceau permettait de sceller les actes pris par le prévôt des marchands, désigné par ses pairs pour diriger la cité.
Selon d'autres sources, c'est le dauphin du roi de France, Charles V, qui ajouta au blason son chef semé de fleurs de lys, emblème du pouvoir royal, pour indiquer la suprématie de la royauté sur la capitale, après le siège de Paris de 1358 qui l'opposa au prévôt des marchands de Paris, Étienne Marcel.
Sur les sceaux du XIVe siècle, on trouve la légende « Sigillum mercatorum aquæ Parisius » (Sceau des marchands de l'eau de Paris), toujours en vigueur jusqu'aux premières années du XVe siècle.
La transformation du sceau en véritable blason représentant un vaisseau surmonté d'un chef de fleurs de lys sans nombre est notamment attestée par les lettres patentes délivrées par Louis XVIII le 20 décembre 1817, qui citent elles-mêmes une ordonnance du 2 février 1699, avec pour description :

« De gueules un vaisseau équipé d'argent, soutenu d'une mer de même, un chief d'azur semé de fleurs de lys d'or sans nombre. Lesdites armoiries, surmontées d'une couronne murale de quatre tours, et accompagnées de deux tiges de lys formant supports »

### Paris, capitale républicaine, impériale ou royale
Entre-temps, lorsque la Révolution a aboli la noblesse par le décret du 20 juin 1790, elle a simultanément supprimé tous les emblèmes correspondants. La municipalité de Paris a rapidement obtempéré en décidant la suppression de ses propres armoiries dès novembre de la même année.
Il a fallu attendre le Premier Empire pour que les villes soient à nouveau officiellement autorisées à se doter d'armoiries. Pour Paris, cela s'est concrétisé par les « lettres patentes » accordées à la ville de Paris par Napoléon Ier le 29 janvier 1811, dans lesquelles le chef du blason comporte trois abeilles d'or sur fond de gueules en lieu et place des fleurs de lys. On y voit de plus apparaître une étoile d'argent au-dessus de la nef, et la déesse Isis en proue de la nef.
La Restauration, par les lettres patentes de Louis XVIII de 1817, a ensuite rétabli les armoiries de Paris dans leur forme traditionnelle.
De 1848 à 1853, de la Deuxième République au début du Second Empire, le chef d'azur semé de fleurs de lis a été remplacé par un semé d'étoiles. C'est Napoléon III qui a permis le retour du chef fleurdelisé de France.

### Paris, ville décorée
Par décret du 9 octobre 1900, la ville de Paris est autorisée à faire figurer dans ses armoiries la croix de la Légion d'honneur, en conséquence de quoi ses armoiries sont, par décret du 27 mars 1901 signé par le président Émile Loubet, réglées comme suit :

« De gueules, au navire équipé d'argent, voguant sur des ondes de même au chef d'azur semé de fleurs de lys d'or ; l'écu timbré d'une couronne murale de quatre tours d'or, surmonté de la devise « Fluctuat nec mergitur » et accolé d'une branches de chêne et d'une de laurier liées d'un ruban de gueules soutenant l'étoile de la Légion d'honneur. »

Après la citation à l’ordre de l’armée du 28 juillet 1919 par Georges Clemenceau, valant attribution à Paris de la croix de guerre 1914-1918, un décret du 14 février 1924 donne la nouvelle description officielle des armoiries de Paris :

« De gueules à la barque antique (équipée) d'argent, voguant sur une onde du même, au chef d'azur semé de fleur de lys d'or ; l'écu surmonté d'une couronne murale sommée de quatre tours d'or, soutenue de la devise Fluctuat nec mergitur et accosté de deux branches de sinople (chêne et laurier) croisées en pointe et liées de gueules, par un ruban du même auquel sont appendues, à dextre, l'étoile de la Légion d'honneur, à senestre, la Croix de guerre, toutes deux au naturel. »

Une représentation conforme à ce décret est dessinée en 1924 par Antoine Constant Dilly (1882-1966), ancien élève de l'École Boulle à Paris, dessinateur, décorateur électricien, secrétaire général adjoint du Comité régional des Arts Appliqués de Paris.
À la suite de la publication officielle des nouvelles armes de la ville de Paris réalisées par Antoine Constant Dilly, Montaudran, journaliste au Figaro, écrit le 6 mai 1924, :

« Le nouveau dessin des vieilles armes de Paris, codifiées officiellement d'après les règles du blason pur que la Convention Héraldique de Genève a appelées au congrès d'il y a vingt ans "les lois de Gheusi", viennent d'être dessinées définitivement. (...) Il rectifie des erreurs accumulées par des siècles d'ignorance décorative, rétablit l'écu de la Ville dans sa rigoureuse fidélité (...). 
Un héraldiste scrupuleux – ils sont deux en tout – trouverait encore à redire en épluchant le dessin gravé par l'Hôtel de Ville. C'est ainsi que l'écu d'armes est un peu écrasé. Il doit s'inscrire, en blason strict, dans un rectangle de 8 de haut sur 7 de large. Le champ brochant ne devrait occuper que le quart de la hauteur – et non le tiers, ce qui tendrait à le confondre avec un tiercé. Mais il faut louer sans réserve le semis de fleurs de lys d'or qui date avant Charles V l'affranchissement royal de la Ville, la barque antique d'argent, copiée sur les sceaux des « nautes » parisiens et surtout l’onde ou rivière du même (émail) qu'une aberration quatre fois séculaire étendait jusqu'à la pointe de l'écu, transformant ainsi Paris en port de mer. (...) 
Pourtant, toute armoirie de ville devrait être accostée de deux palmes de sinople et non pas d'une branche de chêne et d'une de laurier, attributs réservés à l'Université. Quant à la couronne murale (...), c'est une simple horreur et une hérésie (...). Cet attribut écrasant fut, jadis, celui dont on timbrait les armes des guerriers arrivés les premiers, après escalade, sur les remparts d'une ville forte, emportée d'assaut. (...)
Pour les initiés précisons que la devise est correcte et bien placée et que le ruban qui entortille les branches et attache les deux insignes appendus en pointe doit être de la couleur du champ, c'est-à-dire rouge (gueules). (...) »

Une version des armoiries de Paris dessinée et gravée par Jules Piel (1882-1978), également conforme au blasonnement de 1924 avec ses deux décorations, est utilisée pour un timbre-poste brun-rouge en vente du 15 décembre 1941 au 6 juillet 1942,,,. Ce timbre est réédité en série limitée par La Poste en 2024 en couleur bleue, vendu inséré dans une affiche jaune des mêmes armoiries,.
En 1942, un dessin des armoiries de Paris fut réalisé par le dessinateur héraldiste Robert Louis (1902-1965) dans le cadre des travaux de la Commission d'héraldique urbaine de la Seine instituée par arrêté du 18 février 1942, dont il est membre,. L'arrêté préfectoral du 20 juin 1942 « déterminant les armoiries des communes du département de la Seine » approuve ces travaux mais donne en son article 1 le blasonnement de toutes les communes de la Seine sauf de celle de Paris,. L'article 2 précise que : « Les dessins des armoiries, tels qu'ils sont annexés à l'exemplaire original du présent arrêté, font autorité. Toute représentation qui en sera faite devra être rigoureusement conforme à ces dessins ».
Dernière modification des armes de Paris, le décret du 20 août 1949, signé par le président de la République, Vincent Auriol. Ce décret incorpore, aux armoiries de la ville, la croix de la Libération, décernée par le général de Gaulle, le 24 mars 1945. Les nouvelles armoiries sont ainsi réglées :

« De gueules, à la barque antique équipée d'argent, voguant sur une onde du même ; et au chef d'azur, semé de fleurs de lys d'or, l'écu surmonté d'une couronne murale sommée de quatre tours d'or, [s]outenue de la devise : Fluctuat nec mergitur et accosté de deux branches de sinople (chêne et laurier) croisées en pointe et liées de gueules par un ruban du même auquel sont appendues, en pointe, l'étoile de la Légion d'honneur, à dextre, la Croix de la Libération, à senestre, la Croix de guerre, toutes trois au naturel. »

La blasonnement des armes de 1924 est donc reconduit, seule la croix de la Libération est rajoutée.
Antoine Constant Dilly et Robert Louis réalisent une mise à jour de leur dessin respectif des armoiries de la ville de Paris afin d'intégrer la croix de la Libération,. Robert Louis estime que sur le blason dessiné par Dilly : « Les fleurs de lis sont transformées en piques de grilles. La nef semble sombrer. La figuration des ondes est interrompue sans raison, vers la pointe. ». Il précise que les armes de son dessin sont « établies selon les usages de l'art et de la science héraldiques » et qu'elles s'énoncent comme suit :

« Blason : De gueules à la nef équipée d'argent voguant sur des ondes du même, mouvant de la pointe ; au chef d'azur, semé de fleurs de lis d'or.
Ornements extérieurs : l'écu timbré d'une couronne murale d'or à cinq tours crénelées et soutenu par deux branches : de chêne (à dextre) et de laurier (à senestre) au naturel, croisées en pointe en sautoir, retenant un listel de parchemin chargé de la devise en lettre romaines de sable "Fluctuat nec mergitur" . Les décorations au naturel, sont appendues à la pointe de l'écu.
– au centre : la Légion d'honneur (décret du 9 octobre 1900)
– à dextre : la Croix de la Libération (décret du 24 mars 1945)
– à senestre : la Croix de Guerre 1914-18 (décret du 28 juillet 1919). »

Ce blasonnement est publié dans le Bulletin municipal officiel de la Ville de Paris en décembre 1967 dans le cadre d'une question de M. Taittinger, conseiller de Paris.
Le décret de 1949 est cependant le dernier texte officiel définissant les armoiries de la ville de Paris.
Le dessin de Robert Louis est utilisé en particulier en 1965 pour le timbre postal 0,30 franc Blason de Paris et, dans sa version grandes armoiries, par la Mairie de Paris en 2002 pour la carte de paiement du stationnement Paris carte.

### Galerie au fil du temps

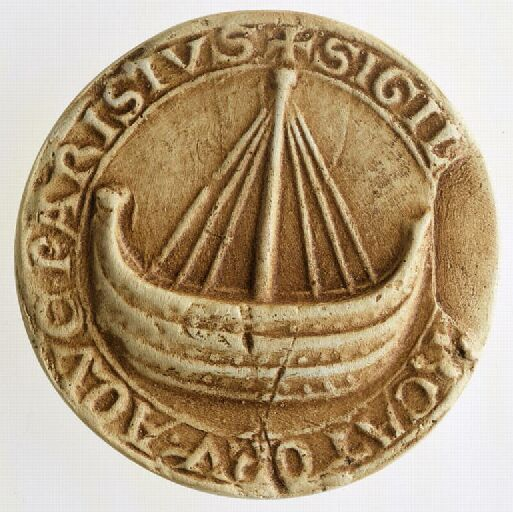
Sceau des marchands de l'eau de Paris en 1210 (SIGIL[LVM ME]RCATORVM AQVE PARISIVS), moulage du XIXe siècle[32].
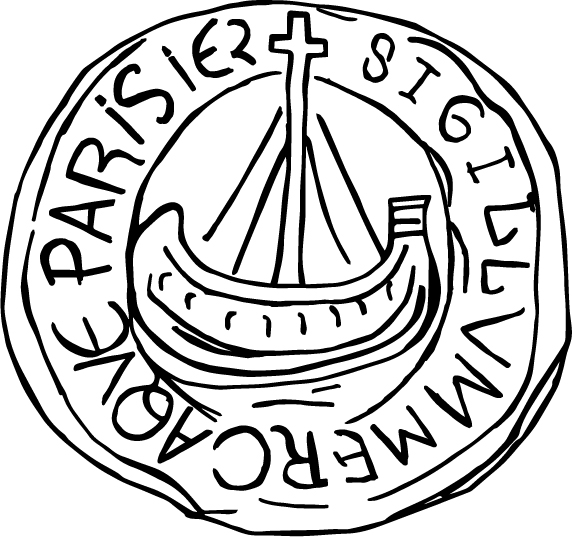
Dessin de Théodore Vacquer du sceau des « marchands de l'eau » parisiens au XIIIe siècle[3].
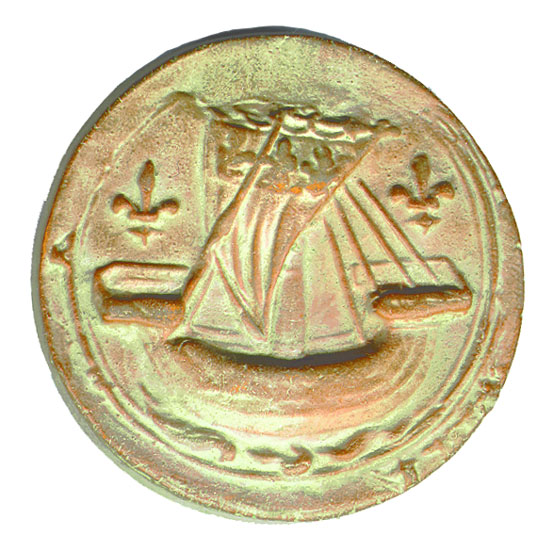
Sceau de 1412 (contre-sceau) appendu à une vente faite devant le prévôt des marchands. « Un vaisseau avec ses deux châteaux, son mât, sa voile et ses agrès, voguant à gauche. La voile est au chef de trois fleurs de lys et est accostée dans le champ de deux autres »[33].
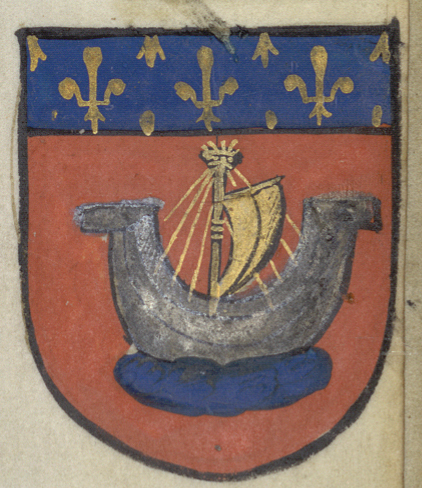
Enluminure du blason de Paris (1514).
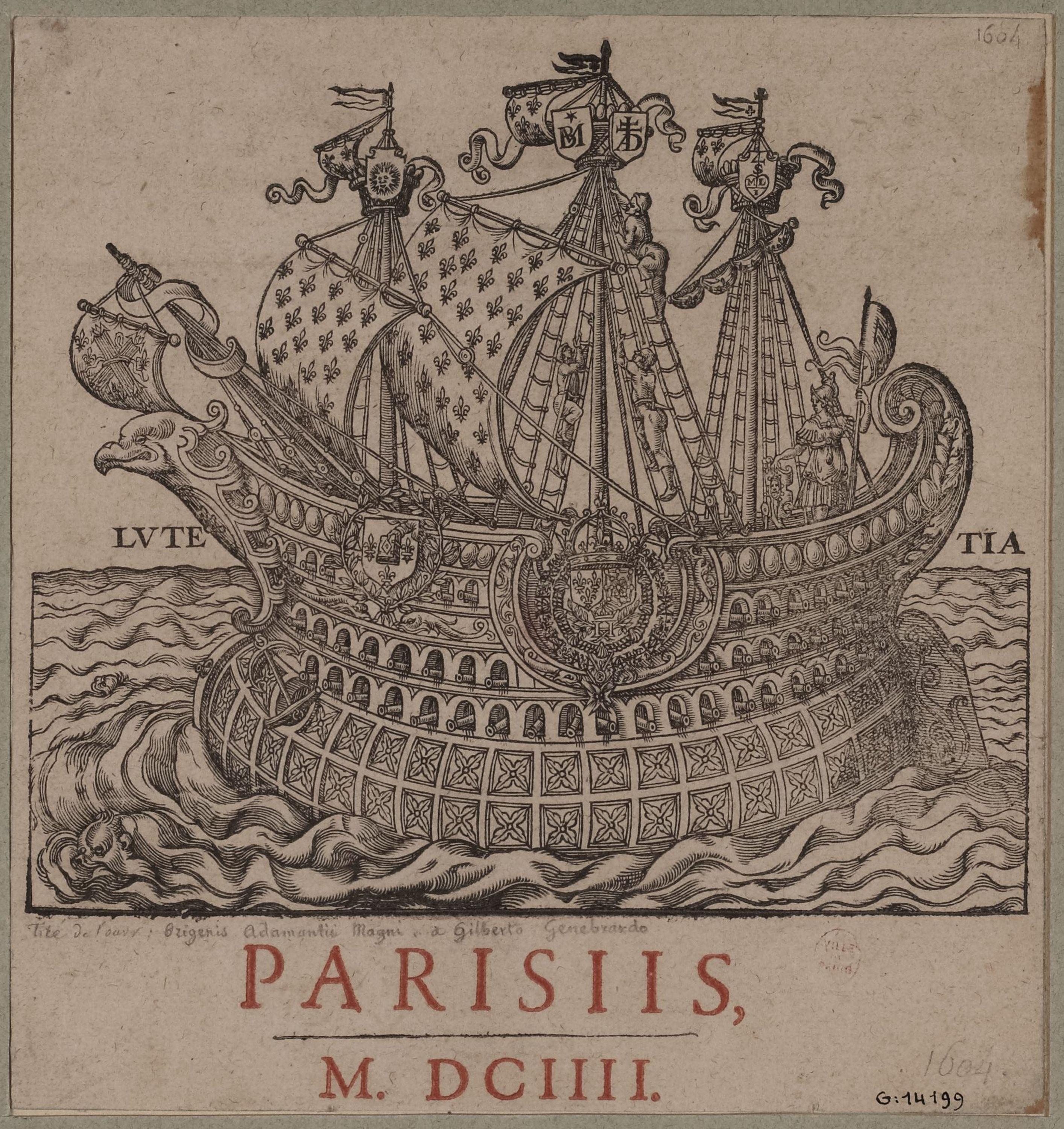
Armes de la ville de Paris en 1604.
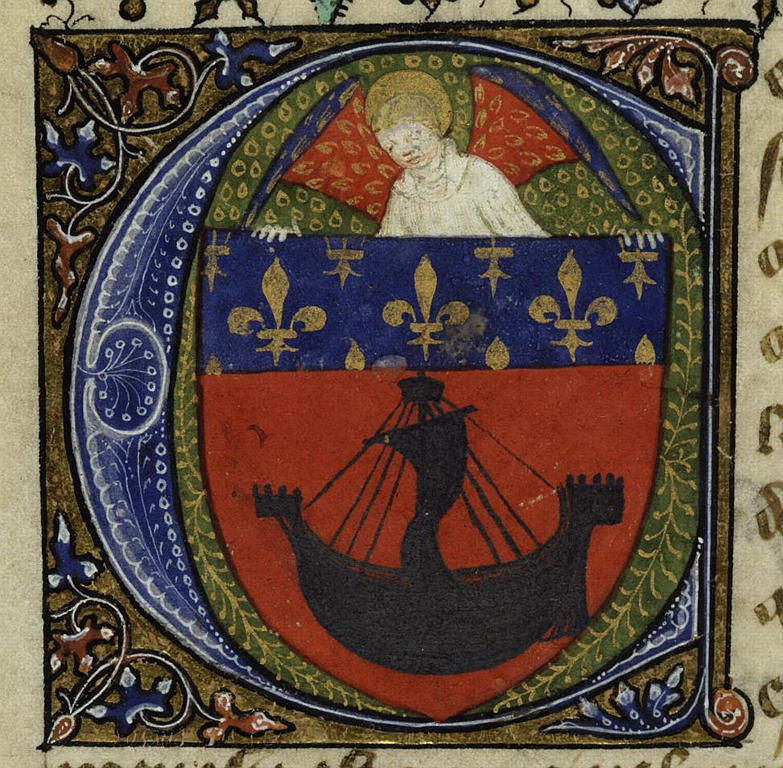
Enluminure du blason de Paris (XVIe siècle).
Blason de Paris sous le Premier Empire (1811-1814).
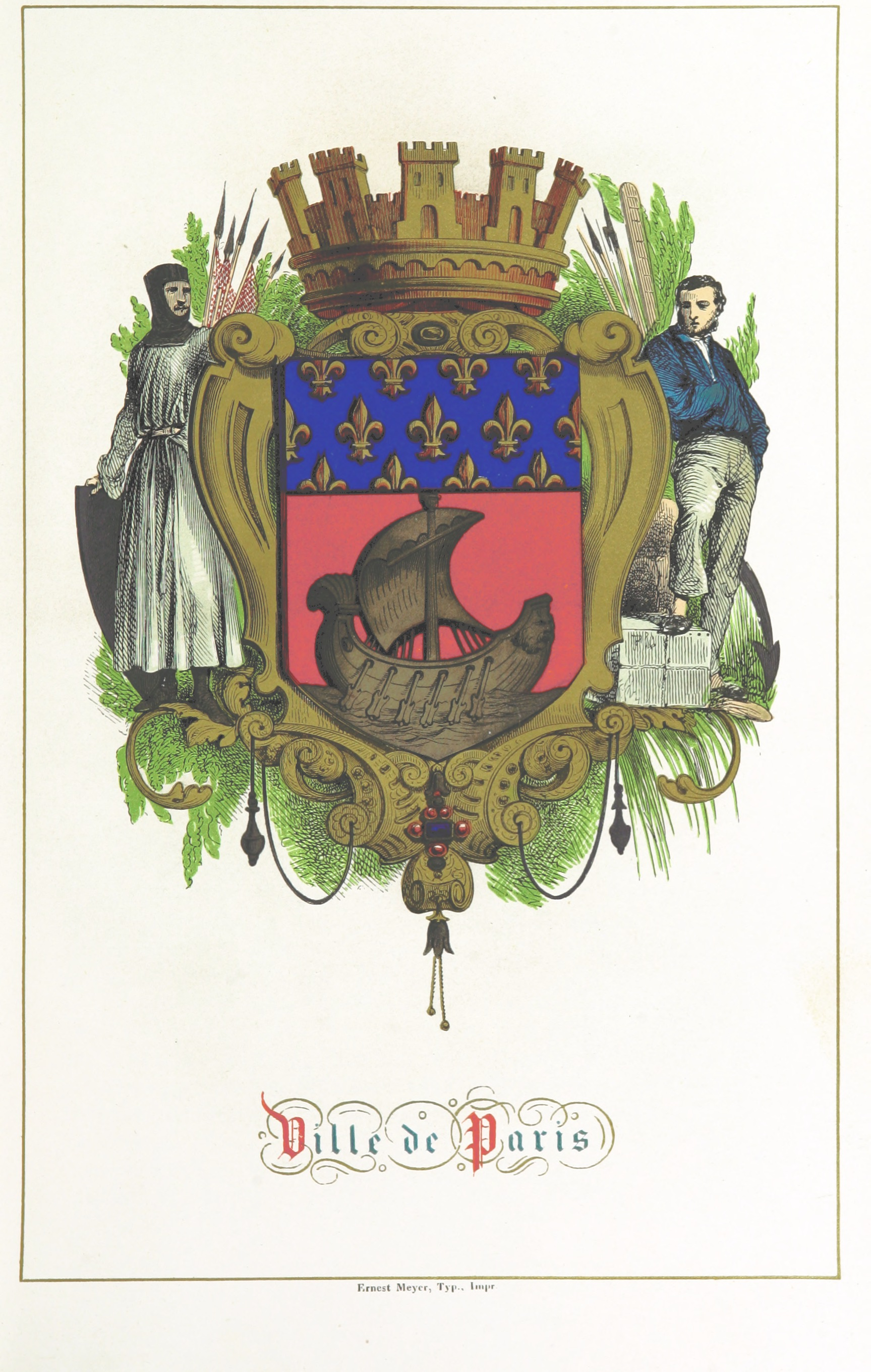
Représentation du blason de Paris en 1844.
Blason de Paris sous la IIe République.
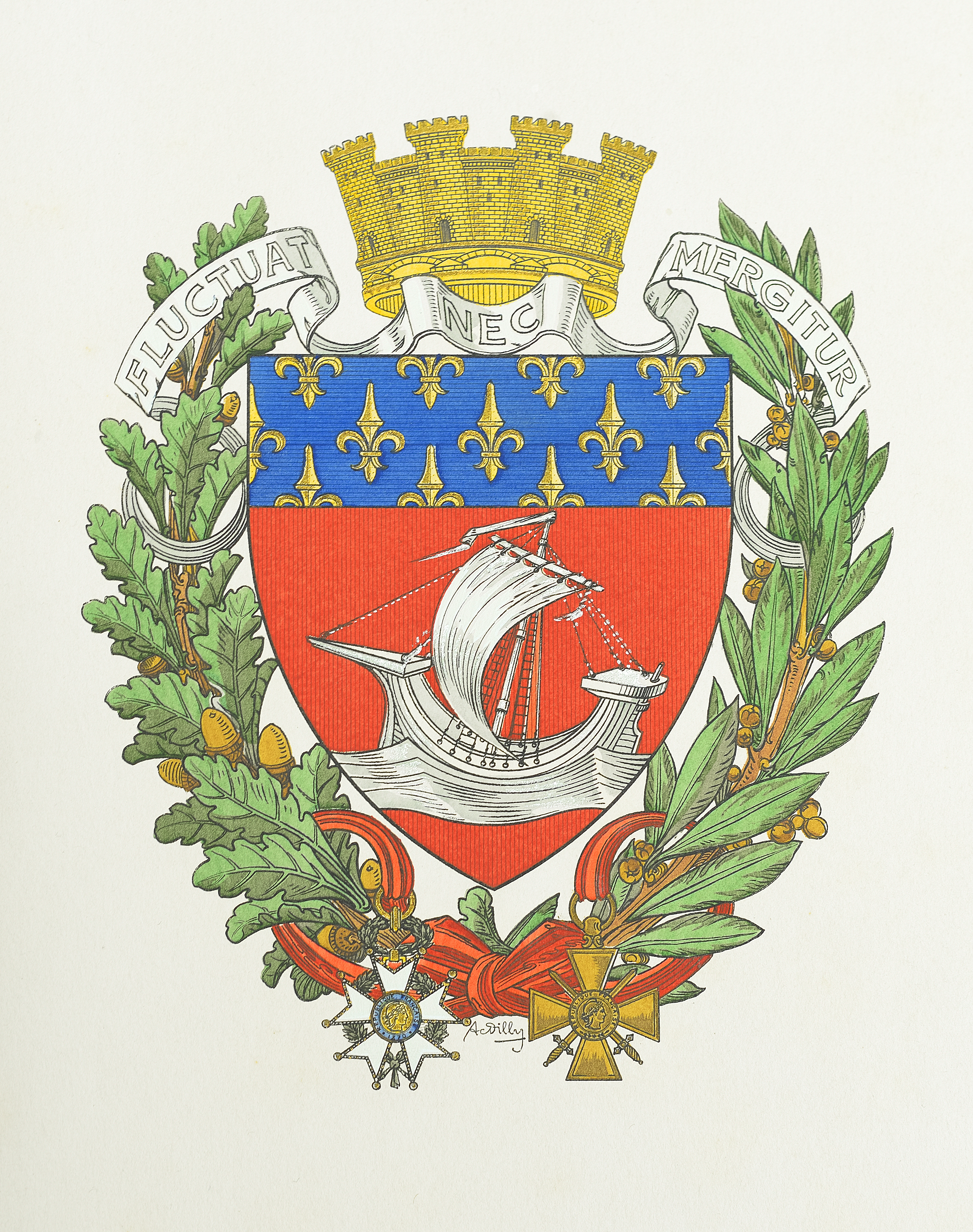
Armoiries de la ville de Paris selon décret du 14 février 1924.
Dessin de l'écu du blason de Paris, de 1942 (éléments présents dès 1358).

## Utilisation actuelle
On le trouve, en diverses versions de son dessin, sur de nombreux équipements publics parisiens, parmi lesquels l'hôtel de ville, les mairies d'arrondissement, les gares parisiennes, les ponts, les écoles et collèges parisiens, les petites « fontaines à boire de la Ville de Paris » dites fontaines Wallace, les colonnes Morris, les bancs Davioud et autres mobiliers urbains parisiens. Il est aussi repris de manière stylisée dans le logo de la Mairie de Paris.
Dans sa version la plus complète, selon le dessin de 1942 de Robert Louis, il a un temps illustré la carte parisienne de paiement du stationnement appelée Paris carte et a également été représenté sur un timbre postal émis en 1965, le 0,30 franc Blason de Paris.
Aujourd'hui[Quand ?], la préfecture de police de Paris utilise un blason largement inspiré de celui de la ville de Paris. La garde républicaine arbore également sur le bandeau frontal de son casque de cavalerie ce blason.
Selon les représentations, le navire comporte un seul, deux ou trois mâts, et il est représenté avec ou sans rames. La couronne murale qui le surmonte ne comporte souvent que trois ou quatre tours.

## Inspiration
- Albert Uderzo s'en est inspiré en 1993 pour dessiner le blason du Tartre-Gaudran, une petite commune aux confins de l'Île-de-France.
- Le blason a également été utilisé pour le logo des Jeux olympiques d'été de 1924 qui se sont déroulés à Paris.

## Propositions de modifications
En raison des services rendus par les pigeons voyageurs durant le siège de Paris en 1870, l'homme politique Edgar Quinet aurait[évasif] suggéré qu'un pigeon soit symbolisé dans les armoiries de Paris en haut du mât de la nef,.

## Couleurs de Paris
Les couleurs traditionnelles de la ville de Paris sont, de longue date, le rouge et le bleu. Leur apparition officielle remonte à l'année 1358, quand Étienne Marcel, prévôt des marchands, alors en conflit avec le dauphin, futur Charles V, fit revêtir à ses partisans des chaperons mi-rouges, mi-bleus. On peut par exemple les voir sur la tenue domicile des joueurs du Paris Saint-Germain.

## Galerie de photos

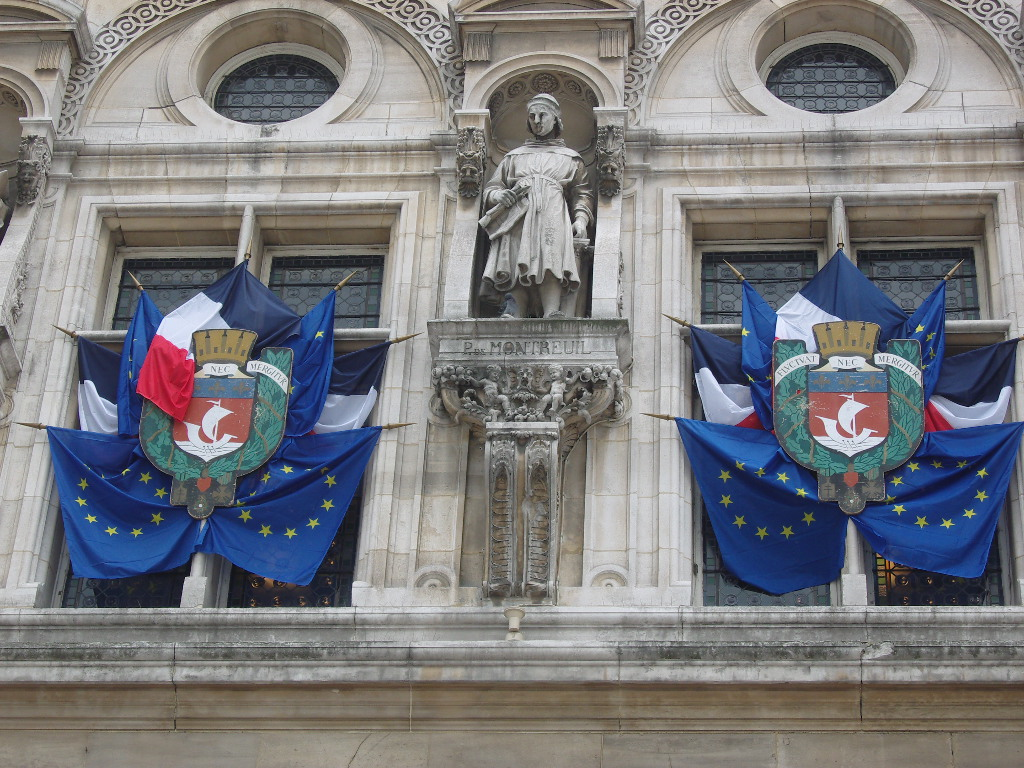
Façade pavoisée de l'hôtel de ville de Paris
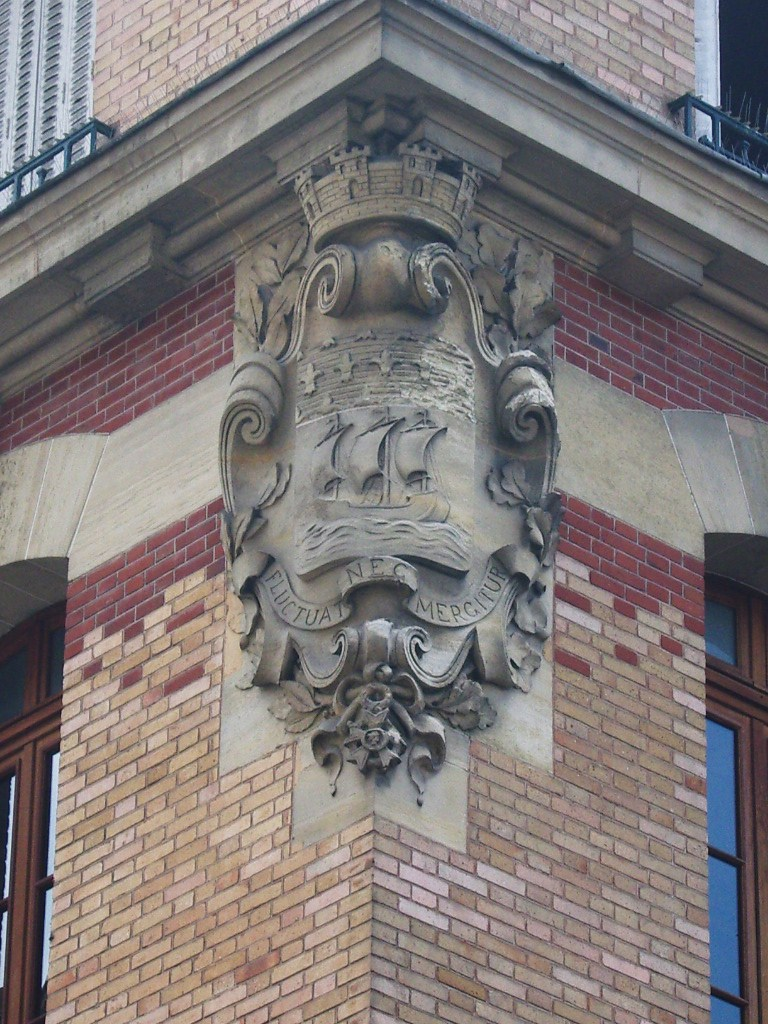
Blason de Paris sculpté sur l'école de la rue de la Providence, Paris 13e.
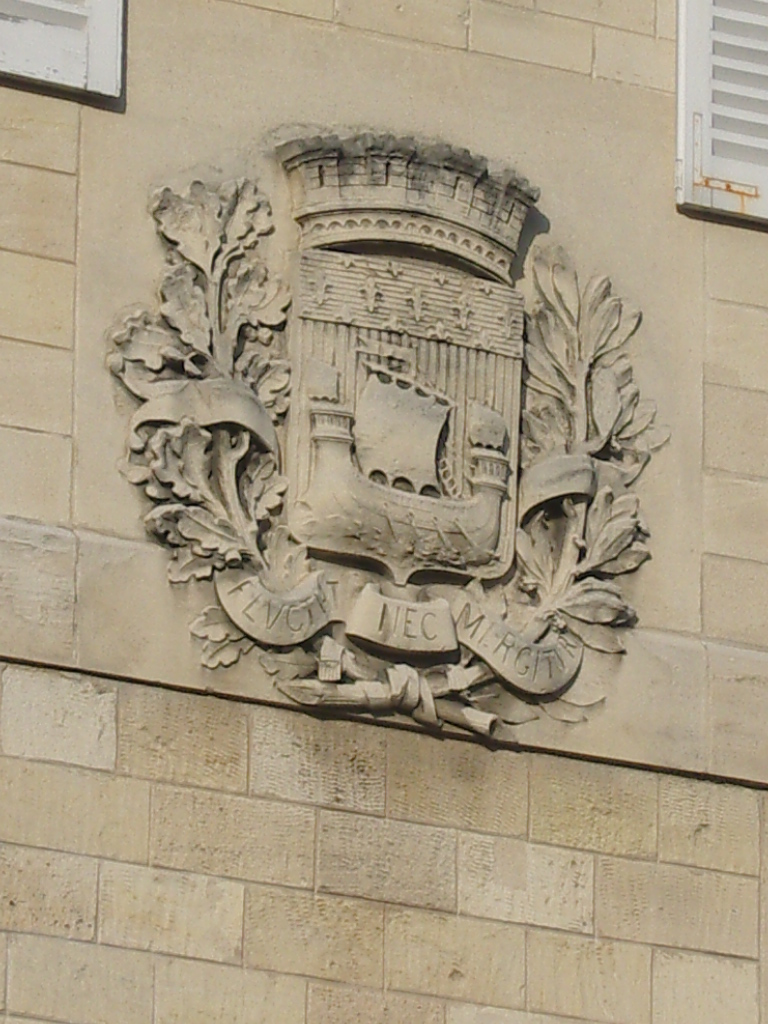
Autre blason, avec rames, sur l'école de la rue Damesme, Paris 13e.
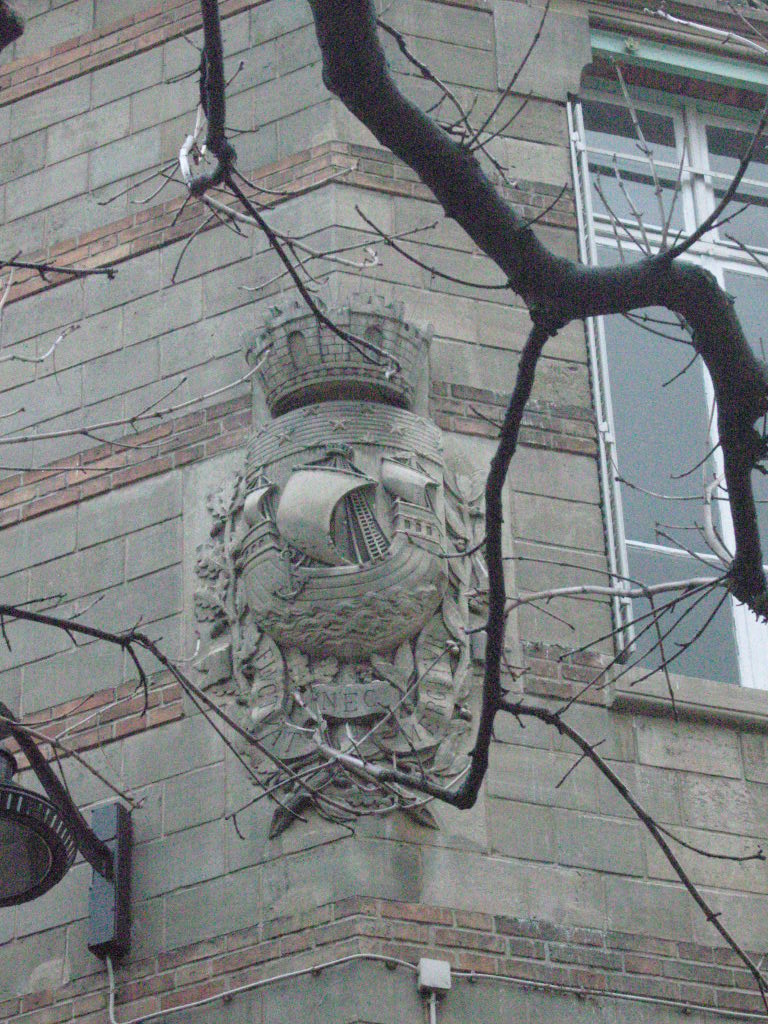
Blason de l'époque Louis-Philippe, avec étoiles au lieu des traditionnelles fleurs de lys.
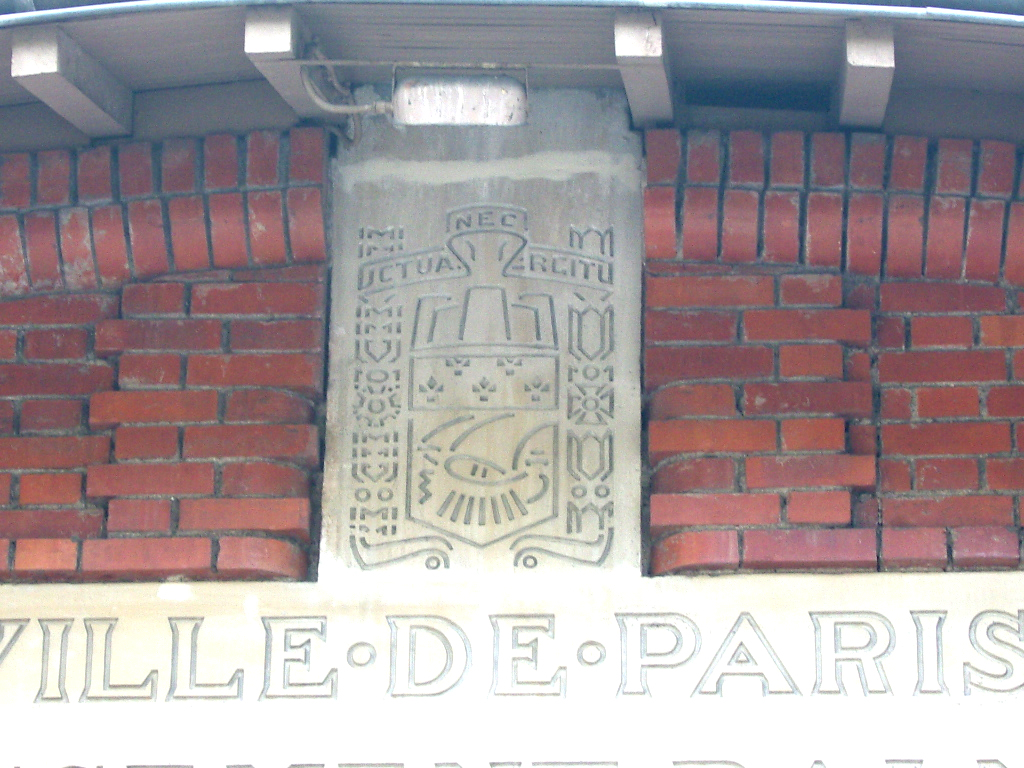
Blason assez différent sculpté en fronton de la piscine de la Butte-aux-Cailles, Paris 13e.
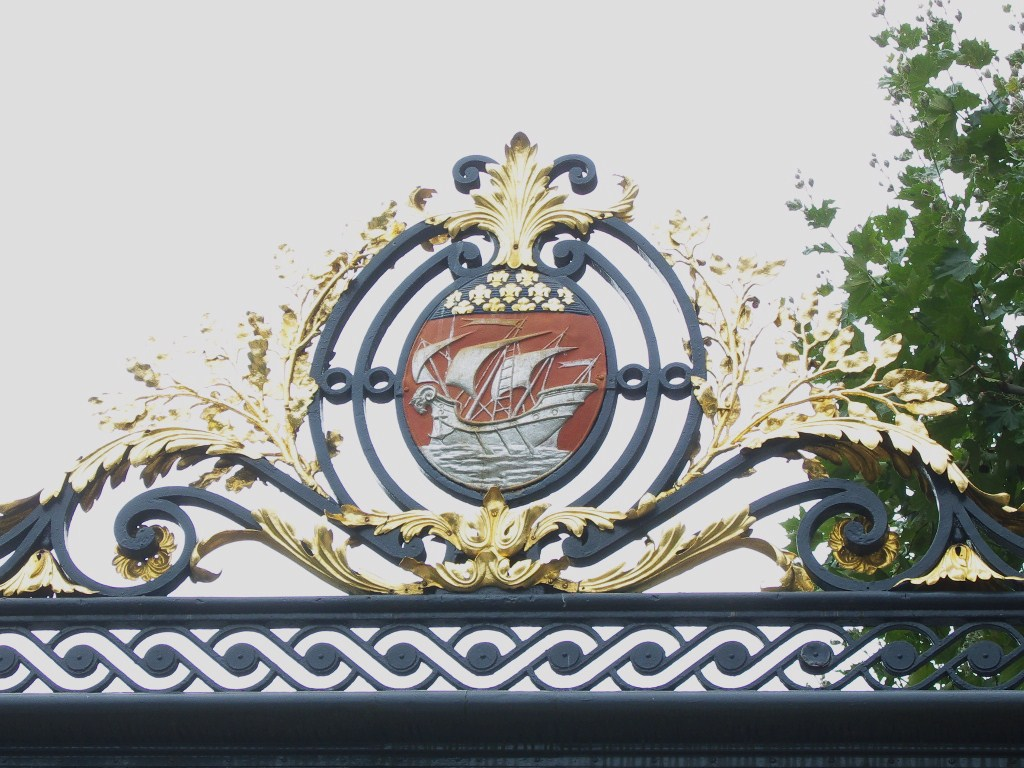
Blason situé au-dessus de la grille d'entrée de l'école Estienne, boulevard Auguste-Blanqui, Paris 13e.
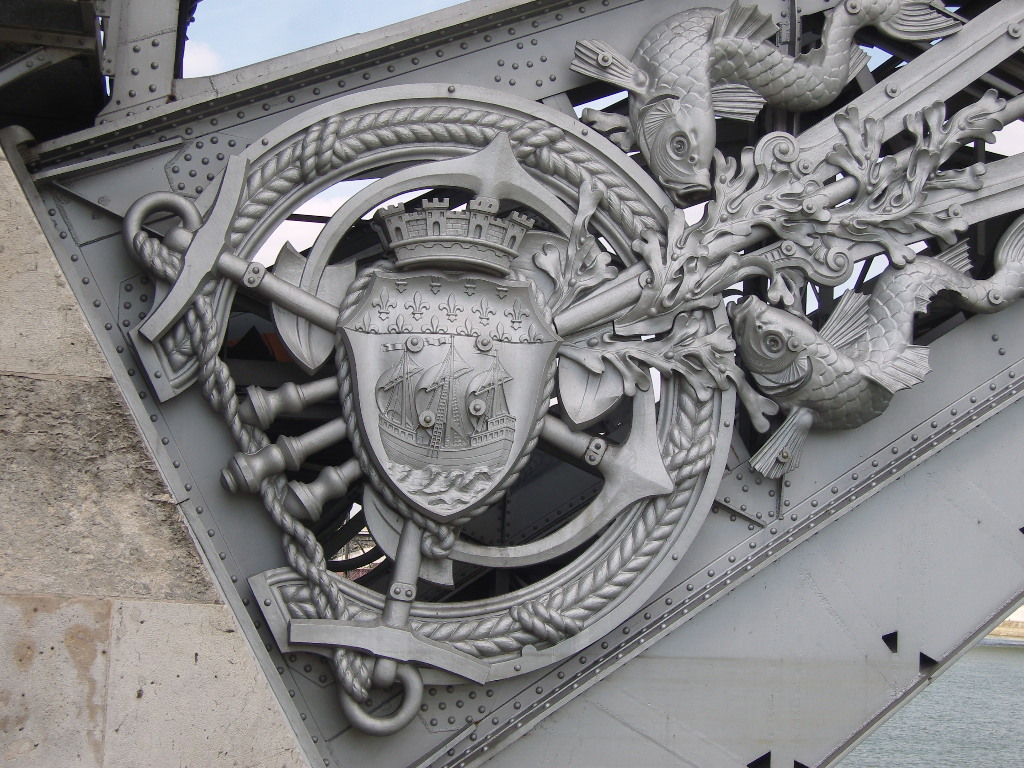
Blason ornant le viaduc d'Austerlitz, ligne 5 du métro, sur la Seine.
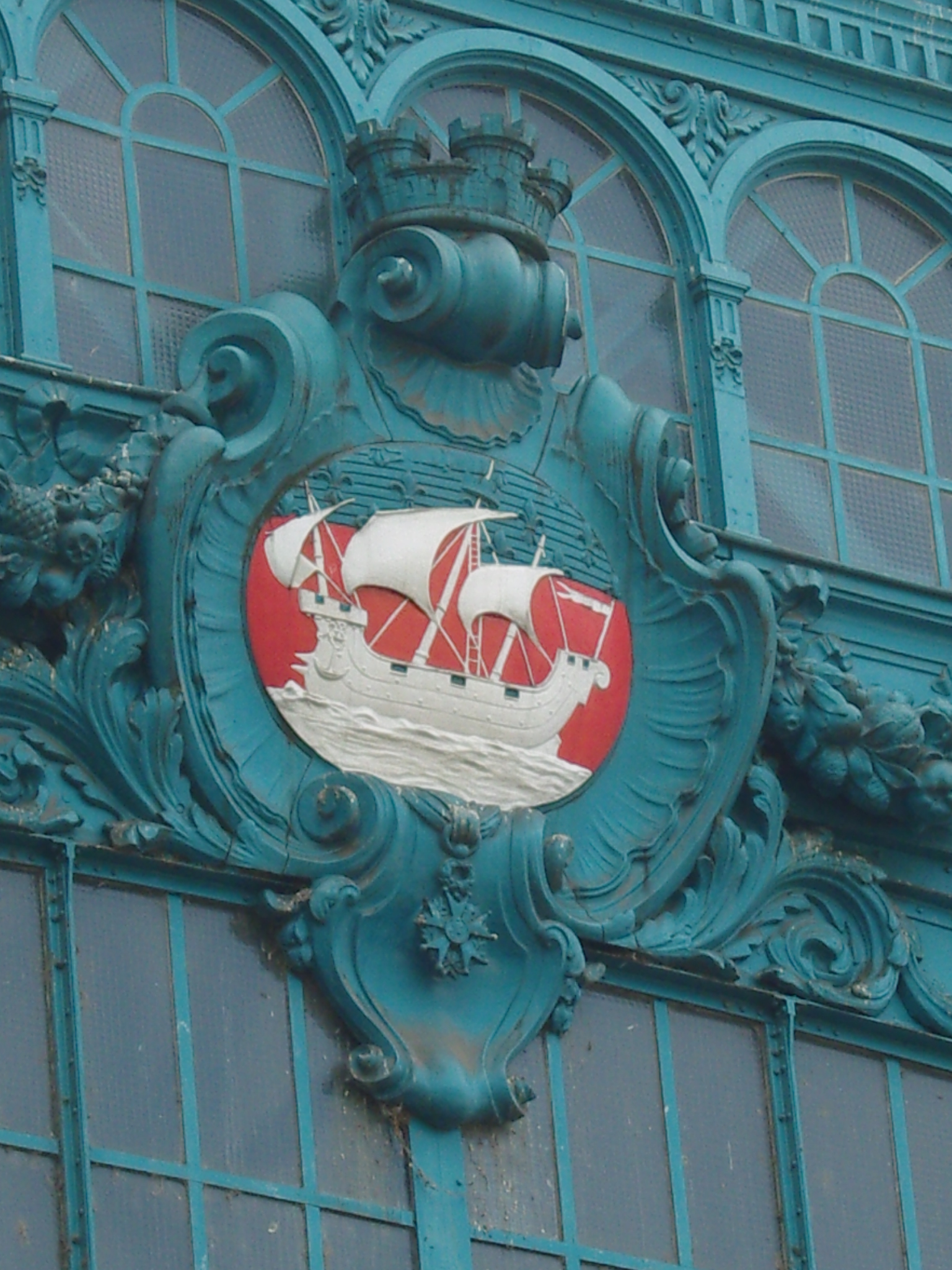
Blason de la gare d'Austerlitz, sur la verrière d'entrée nord de la ligne 5 du métro.
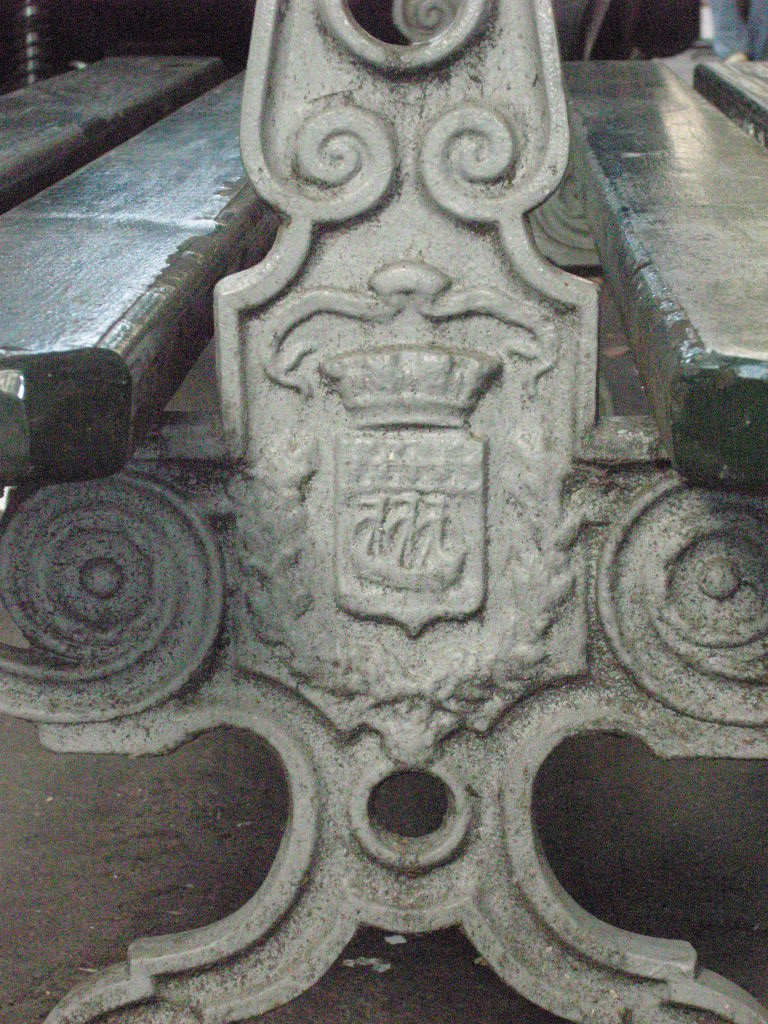
Blason de Paris gravé sur un banc public.
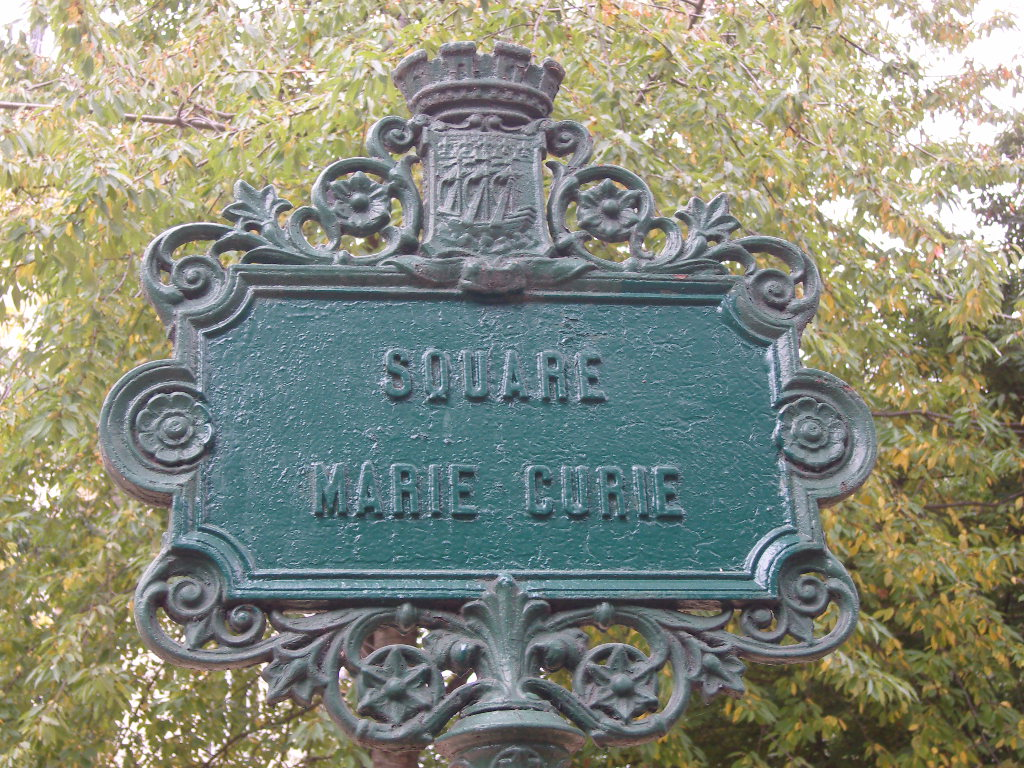
Blason de Paris ornant la plaque de nom du square Marie-Curie, Paris 13e.
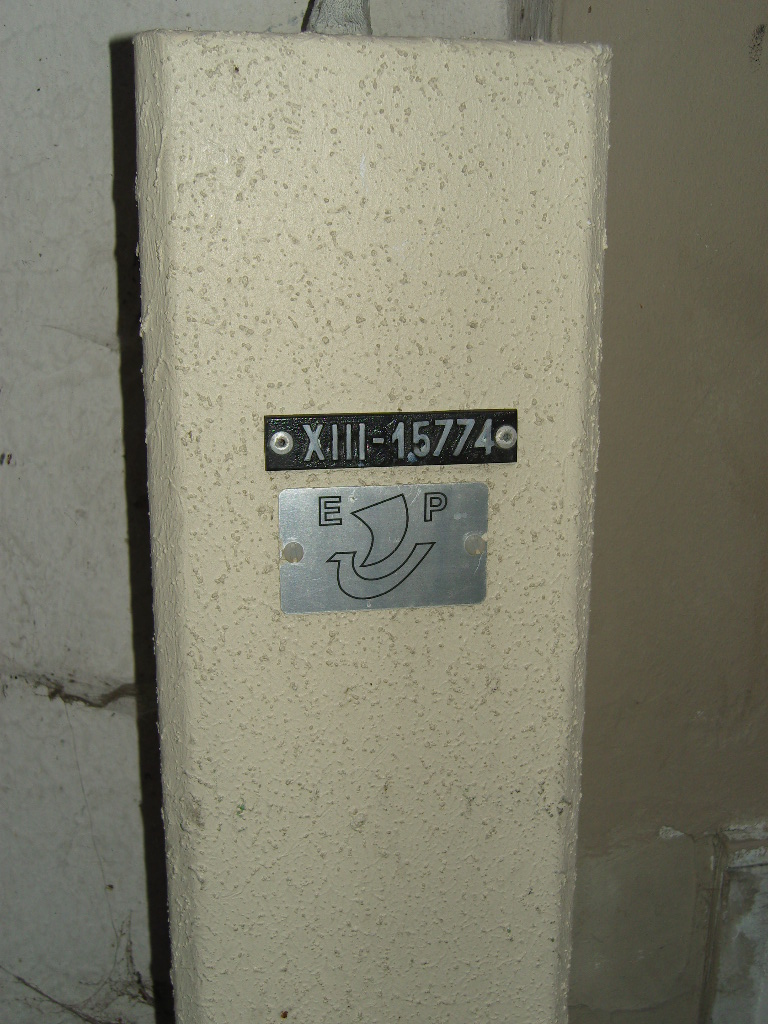
Logo moderne de Paris sur un boitier mural d'éclairage public.
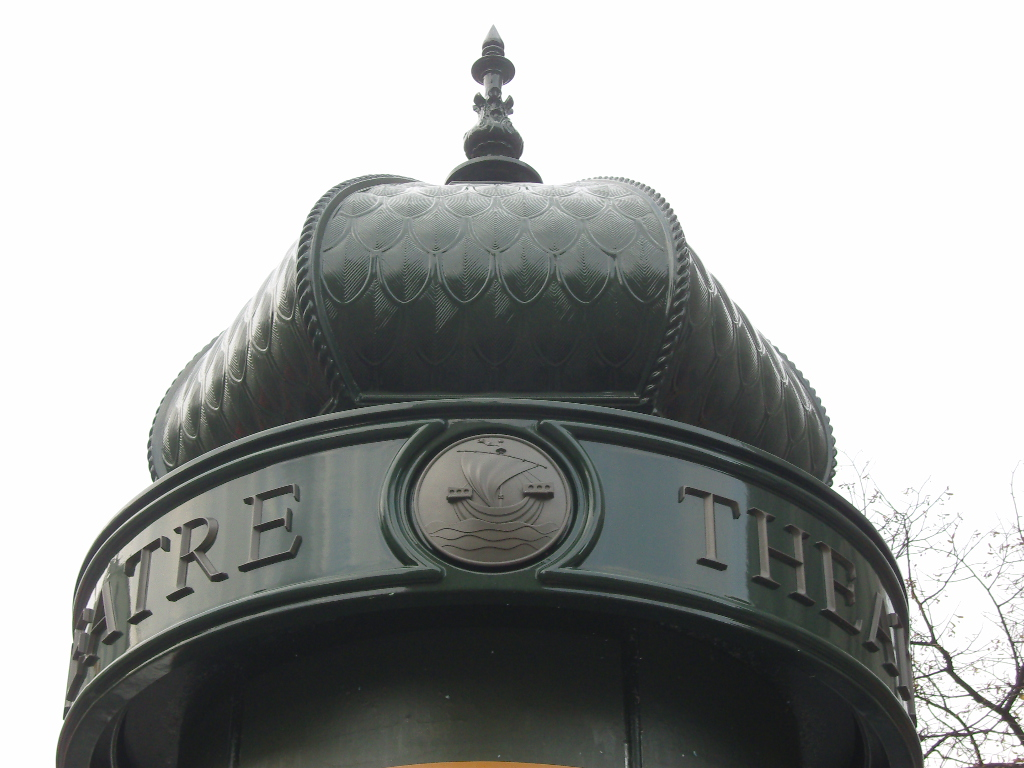
Blason sur une colonne Morris moderne.
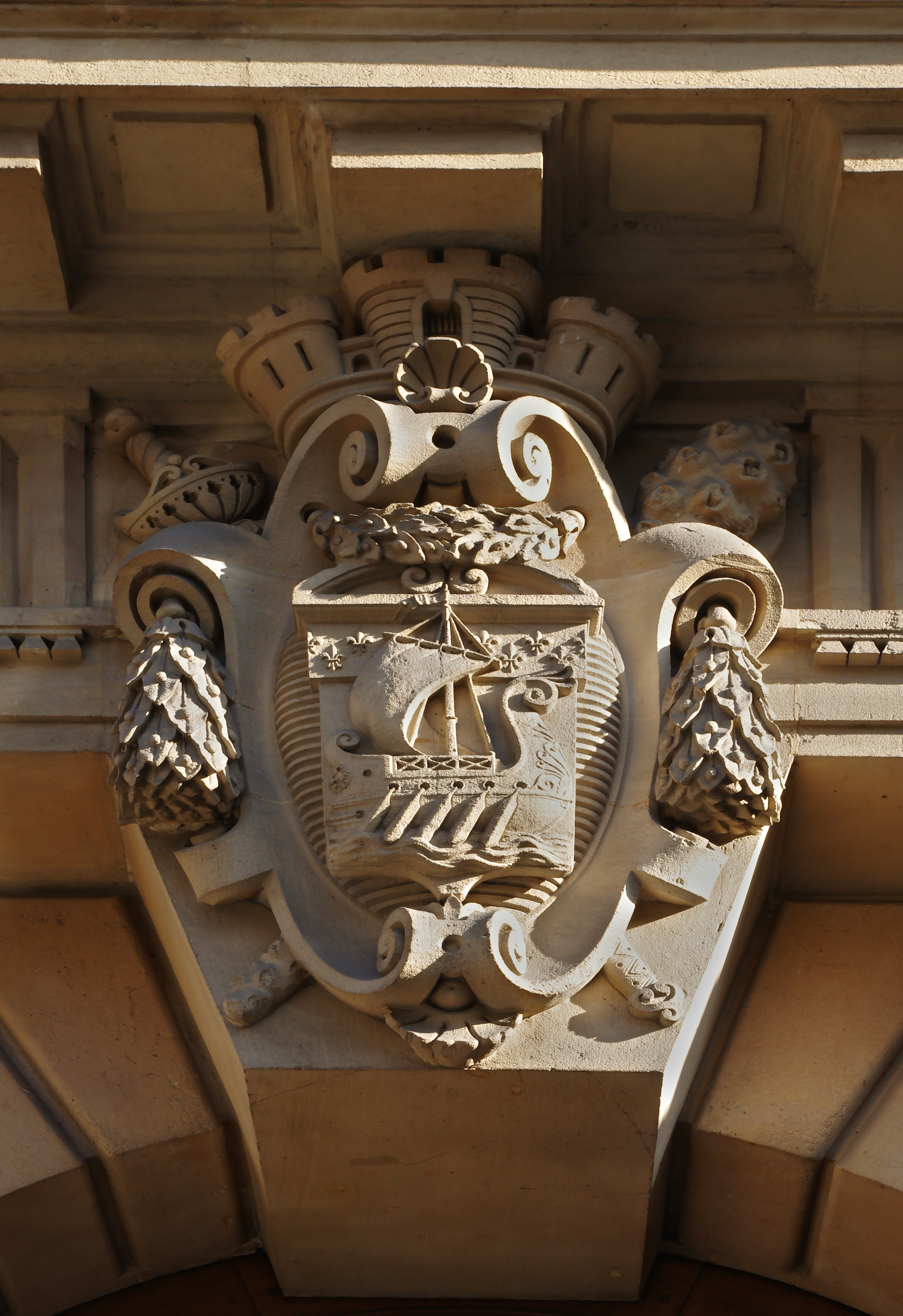
Blason, 12, rue de la Banque, Paris 2e.

## Arrondissements de Paris
Entre 1943 et 1944, une « Commission héraldique de la Seine » siégea à l'Hôtel de ville. Dialoguant avec les maires d'arrondissement, l'héraldiste Robert Louis dessina vingt blasons inspirés de l'histoire, de la géographie et du patrimoine des arrondissements parisiens. Comme le note le journaliste Simon Arbellot, un temps proche du gouvernement de Philippe Pétain, le régime de Vichy vit d'un bon œil cette démarche de traditionalisme iconographique. Le Guide des touristes gastronomes de 1954 est la première publication à révéler ces armoiries officieuses au grand public.
| Blason de 1er arrondissement de Paris | Blason  | Écartelé : au 1er d'azur au clocher de Saint-Germain-l'Auxerrois d'argent accosté de deux rosaces d'or, au 2e de gueules à la colonne de Vendôme d'argent accostée de deux couronnes de laurier d'or, au 3e de gueules à la Bourse du Commerce d'argent, au 4e d'azur à l'Arc de triomphe du Carrousel d'argent. |
| Blason de 1er arrondissement de Paris | Détails | Chaque quartier fait référence à un monument situé dans l'arrondissement. Non officiel |

| Blason de 2e arrondissement de Paris | Blason  | D'azur à la fasce d'or frettée de gueules accompagnée en chef d'un rais d'escarboucle d'or et en pointe de trois besants du même ordonnés 2 et 1.                           |
| Blason de 2e arrondissement de Paris | Détails | L'escarboucle fait référence à l'orfèvrerie de la rue de la Paix ; le fretté, à la confection textile du Sentier ; et les besants renvoient, eux, à la Bourse. Non officiel |

| Blason de 3e arrondissement de Paris | Blason  | D'or à la fasce de gueules chargée d'un parchemin d'argent, accosté de deux macles d'or, accompagnée en chef d'une mitre de gueules accostée de deux roues dentelées de sable et en pointe d'une croix pattée au pied fiché de gueules. |
| Blason de 3e arrondissement de Paris | Détails | La charte et les macles renvoient aux Archives nationales (hôtels de Rohan et Soubise) ; la mitre, à l'abbaye de Saint-Martin-des-Champs ; les engrenages, aux Arts et Métiers et la croix pattée, au quartier du Temple. Non officiel  |

| Blason de 4e arrondissement de Paris | Blason  | D'azur semé de fleurs de lis d'or à la croix d'argent ; sur le tout, de gueules à la nef d'argent voguant sur une mer du même. |
| Blason de 4e arrondissement de Paris | Détails | Deux éléments iconographiques font ici référence à l'île de la Cité : l'azur et les fleurs de lis renvoient au palais de la Cité et aux rois de France – notamment à Louis IX et donc à l'île Saint-Louis, également située dans cet arrondissement –, tandis que la croix d'argent fait écho à la cathédrale Notre-Dame de Paris. L'écusson proche des armoiries parisiennes, au centre, évoque quant à lui l'Hôtel de Ville. Non officiel |

| Blason de 5e arrondissement de Paris | Blason  | D'azur au livre ouvert tenu par une main d'argent sortant d'une nuée du même mouvant du chef, accompagné de trois fleurs de lis d'or, deux en flancs et une en pointe ; à la bordure de gueules chargée de huit coquilles d'or. |
| Blason de 5e arrondissement de Paris | Détails | Ce blason s'inspire des armoiries de la Sorbonne. Les coquilles font, elles, référence aux patrons de l'arrondissement, saint Jacques et saint Michel. Non officiel                                                             |

| Blason de 6e arrondissement de Paris | Blason  | Écartelé : au 1er d'azur à l'écu de sable chargé de trois besants d'argent, accompagné de trois fleurs de lis d'or, au 2e d'or au tourteau d'azur chargé de trois fleurs de lis d'or, soutenu de cinq tourteaux de gueules ordonnés 2, 2 et 1, au 3e d'or au faisceau de sable, lié, enrubanné et enflammé de gueules, au 4e d'azur à la croix patriarcale recroisetée d'argent accostée de deux lettres capitales S affrontées d'or. |
| Blason de 6e arrondissement de Paris | Détails | Le premier quartier fait référence aux armoiries de l'abbaye de Saint-Germain-des-Prés, tandis que les tourteaux du deuxième quartier renvoient aux armes des Médicis (le palais du Luxembourg ayant été commandé par Marie de Médicis). Le troisième quartier évoque l'[Institut de France]. Enfin, le quatrième quartier fait allusion à l'église Saint-Sulpice. Non officiel                                                       |

| Blason de 7e arrondissement de Paris | Blason  | De gueules à deux épées hautes d'argent passées en sautoir, accompagnées en chef et en flanc de trois abeilles d'or et en pointe d'un coupeau d'argent ; au chef cousu d'azur chargé de trois fleurs de lis d'or.                                                                                      |
| Blason de 7e arrondissement de Paris | Détails | Alors que les fleurs de lis renvoient au peuplement aisé et aristocratique du boulevard Saint-Germain, les abeilles font référence, par leur symbolique impériale, aux Invalides. Les épées en sautoir évoquent, elles, l'École militaire. Le coupeau évoque le quartier du Gros-Caillou. Non officiel |

| Blason de 8e arrondissement de Paris | Blason  | D'azur au chevron écimé d'argent, chargé de six arbres de gueules, sommé d'une aigle de l'Empire d'or, accompagné en chef de deux roses d'argent, et en pointe d'une flamme d'or mouvant de la pointe surmontée d'une épée abaissée du même.                                          |
| Blason de 8e arrondissement de Paris | Détails | Les arbres rappellent les Champs-Élysées, tandis que les roses font allusion au commerce de luxe qu'héberge traditionnellement l'avenue. L'aigle impérial rappelle l'Arc de triomphe. La flamme et l'épée font référence, elles, à la flamme du Tombe du Soldat inconnu. Non officiel |

| Blason de 9e arrondissement de Paris | Blason  | Coupé : au 1er d'azur à la crosse contournée d'or, accostée de deux lettres onciales M d'argent, chacune surmontée d'une fleur de lis d'or, au 2e de gueules à la lyre d'or. |
| Blason de 9e arrondissement de Paris | Détails | La crosse et les deux M rappellent la suzeraineté de l'abbaye de Montmartre, aujourd'hui détruite, qui s'étendait approximativement sur le site actuel de la place des Abbesses, et dont le territoire comprenait la moitié nord du 9e arrondissement. La lyre d'or, elle, évoque l'opéra Garnier, dans le sud-ouest de l'arrondissement. Non officiel |

| Blason de 10e arrondissement de Paris | Blason  | D'azur au sautoir du champ bordé d'un filet d'argent, cantonné au 1er d'un soleil, aux 2e et 3e d'une fleur de lis, au 4e d'une rosace (roue ?), le tout d'or ; sur le tout, de gueules à saint Laurent issant d'argent tenant un gril de sable. |
| Blason de 10e arrondissement de Paris | Détails | Le sautoir et la roue rappellent que l'arrondissement compte des gares de grande envergure (gare du Nord et gare de l'Est). Les fleurs de lis et le soleil évoquent les portes Saint-Denis et Saint-Martin ; saint Laurent, enfin, renvoie à l'enclos Saint-Laurent. Le gril que tient le saint correspond à sa représentation héraldique traditionnelle, le gril étant supposément l'instrument de son martyre. Non officiel |

| Blason de 11e arrondissement de Paris | Blason  | De gueules au chevron d'or chargé de cinq clous de sable, accompagné de trois marguerites tigées et feuillées d'argent boutonnées d'or ; au chef d'azur chargé d'une montgolfière d'argent accostée de deux rocs d'échiquiers d'or. |
| Blason de 11e arrondissement de Paris | Détails | Les marguerites font allusion à Sainte-Marguerite ; les rocs d'échiquier, au quartier de la Roquette ; les clous, à l'industrie du bois et la montgolfière, aux premières expériences aéronautiques menées par les frères Montgolfier et le physicien Pilâtre de Rozier. Le premier vol habité partit du jardin de la Folie-Titon, aujourd'hui détruite. Non officiel |

| Blason de 12e arrondissement de Paris | Blason  | De gueules au lion d'argent, à la bordure d'or chargée de sept arbres de sinople ; au chef brochant d'azur, chargé d'une fleur de lis d'or accostée de deux grappes de raisin du même.                                      |
| Blason de 12e arrondissement de Paris | Détails | Le lion fait référence à la Gare de Lyon ; les arbres, à ceux du faubourg Saint-Antoine, et les grappes, aux entrepôts de Bercy, anciens sites de stockage le long de la Seine réservés aux négociants en vin. Non officiel |

| Blason de 13e arrondissement de Paris | Blason  | D'azur à la fleur de lis d'or enfermée dans une cordelette du même formant la lettre G ; au chef cousu de gueules chargé d'une mitre d’or accostée de deux roues d'engrenage du même. |
| Blason de 13e arrondissement de Paris | Détails | La fleur de lis entourée de la cordelière tressée en forme de G évoquent les Gobelins ; la mitre provient du contre-sceau du bailli de Saint-Marcel (dont le territoire couvrait une partie du nord de l'arrondissement) ; et les roues d'engrenages font référence à l'histoire industrielle de l'arrondissement. Non officiel |

| Blason de 14e arrondissement de Paris | Blason  | D'argent à la croix de gueules, sur le tout d'azur aux trois fleurs de lys d'or et au bâton péri en bande de gueules brochant, bordé d'azur aux huit étoiles d'argent. |
| Blason de 14e arrondissement de Paris | Détails | Les étoiles font référence à l'Observatoire de Paris, situé dans l'arrondissement ; la croix est celle de l'Assistance publique, dont plusieurs établissements se trouv(ai)ent dans le 14e ; et l'écusson au centre reprend les armes du duc de Maine, à qui a été attribué – à tort – la construction du château du Maine, situé autrefois dans l'arrondissement. Non officiel |

| Blason de 15e arrondissement de Paris | Blason  | De gueules à la bande d'or chargée de trois roues dentées de sable, accompagnée en chef d'un flambeau d'argent enflammé d'or et en pointe d'un microscope d'argent. |
| Blason de 15e arrondissement de Paris | Détails | Les roues d'engrenage évoquent l'industrie (notamment les anciennes usines Citroën) du quartier de Javel, tandis que le microscope fait référence à l'Institut Pasteur, dont le siège est situé dans le nord-est de l'arrondissement. Quant au flambeau, sa signification serait multiple : le flambeau de la Convention (dont la rue éponyme se trouve dans le sud de l'arrondissement) ; le flambeau de la réplique de la statue de la Liberté située sur l'île aux Cygnes ; voire la flamme olympique (le 15e arrondissement ayant accueilli certains événements des Jeux olympiques d'été de 1924). Non officiel |

| Blason de 16e arrondissement de Paris | Blason  | Coupé : au 1er parti au I de gueules au château de la Muette d'argent, ajouré du champ, accompagné en chef d'une fleur de lis d'or accostée de deux croisettes du même, au II d'argent à trois chevaux galopant de sable, bridés et sellés d'or, au 2e d'azur à trois arbres arrachés d'or. |
| Blason de 16e arrondissement de Paris | Détails | Le premier quartier rappelle les trois anciens villages qui ont formé l'arrondissement (Passy, Auteuil et Chaillot) : le château de la Muette, situé dans la plaine de Passy, en occupe la place principale ; la fleur de lis surmontant le château est tirée des armes des abbés de Sainte-Geneviève, qui furent les seigneurs d’Auteuil de 1162 à 1790 ; et les deux croix rappellent les deux couvents de la colline de Chaillot (celui des frères Minimes et celui des dames de la Visitation Sainte-Marie). Le deuxième quartier évoque l'Auteuil moderne et son hippodrome (ainsi que celui de Longchamp). Et dans le troisième quartier figure l’ancienne forêt de Rouvray, dont une partie est devenue le bois de Boulogne. Officiel |

| Blason de 17e arrondissement de Paris | Blason  | D'or à la grenade de sable enflammée de gueules, surmontée de deux chevrons alésés de sable rangés en fasce, à la bordure engrêlée de gueules ; au chef d'azur chargé de trois fleurs de lis d'or surmontées d'un lambel d'argent, le chef brochant sur la bordure. |
| Blason de 17e arrondissement de Paris | Détails | Les chevrons évoquent des bâtis ou bâtisses, qui seraient à l'origine du toponyme « Batignolles » ; la grenade enflammée rappelle la défense de Paris à la barrière de Clichy en 1814 ; la bordure engrêlée évoque le quartier des Épinettes ; les fleurs de lis et le lambel, quant à eux, sont des éléments des armes de la famille d'Orléans, dont le domaine s'étendait sur la plaine de Monceau. Non officiel |

| Blason de 18e arrondissement de Paris | Blason  | De gueules au cep de vigne d'or ; mantelé croiseté d'or chargé de deux moulins à vent de sable : au chef d'azur chargé de la lettre onciale M d'argent accostée de deux fleurs de lis d'or. |
| Blason de 18e arrondissement de Paris | Détails | Le mantelé avec sa croisette symbolise la butte Montmartre et le Sacré-Cœur ; la vigne rappelle le petit vignoble encore existant sur la butte, et son métal, le quartier de la Goutte d'Or (où on cultivait également des vignes produisant un vin blanc réputé) ; les deux moulins évoquent les nombreux moulins qui existaient dans l'arrondissement (notamment les moulins de la Galette et le Moulin-Rouge, mais également ceux de la butte des Couronnes, dite aussi des Cinq-Moulins, dans le quartier actuel de la Goutte d'Or) ; le chef (la lettre « M » et les deux fleurs de lis) s'inspire des armes de l'abbaye de Montmartre, tandis que les deux fleurs de lis symbolisent également le passage de Jeanne d'Arc à l'église Saint-Denys de la Chapelle. Non officiel |

| Blason de 19e arrondissement de Paris | Blason  | De gueules au mont de trois coupeaux d'or sommé d'un kiosque d'argent ; au chef du même chargé d'une croix de Malte de sinople accostée de deux rencontres de vaches de sable. |
| Blason de 19e arrondissement de Paris | Détails | Les trois coupeaux évoquent les Buttes Chaumont, la kiosque représentant le temple de la Sibylle qui se trouve dans le parc du même nom ; les deux têtes de bœuf rappellent l'ancien marché aux bestiaux de la Villette ; et la croix de Malte fait référence à la léproserie de Saint-Lazare, dont le pressoir se trouvait à la Villette. Non officiel |

| Blason de 20e arrondissement de Paris | Blason  | De gueules au chevron d'argent chargé de cinq pals ondés d'azur, accompagné en chef à dextre d'une fleur de lilas d'argent tigée et feuillée d'or et à senestre d'une grappe de raisin d'or tigée et feuillée d'argent, et en pointe d'une tour du même, maçonnée de sable, mouvant de la pointe et sommée d'un télégraphe de Chappe d'argent. |
| Blason de 20e arrondissement de Paris | Détails | Le chevron évoque un des points culminants de Paris (le sommet de la colline de Belleville, au niveau du 40 rue du Télégraphe) ; les ondes, quant à elles, représentent les anciens ruisseaux de Belleville et de Ménilmontant ; le lilas rappelle les forceries de fleurs qui se trouvaient dans l'arrondissement ; la grappe de raisin, les guinguettes de Ménilmontant ; enfin, le télégraphe Chappe rend honneur aux expériences de Claude Chappe, qui ont eu lieu sur le site de l'actuel cimetière de Belleville. Non officiel |